# Mont Heha
Le mont Heha est une montagne du Burundi, le point culminant du pays. Il se situe à une altitude de 2 684 mètres dans la province de Bujumbura rural à une vingtaine de kilomètres à l'est du lac Tanganyika et à une trentaine de Bujumbura, la capitale du pays.